# Lac de Joux
Lac de Joux är en sjö i Schweiz. Den ligger i den västra delen av landet, 90 km väster om huvudstaden Bern. Lac de Joux ligger 1 002 meter över havet. Arean är 9,5 kvadratkilometer. Den sträcker sig 6,5 kilometer i nord-sydlig riktning, och 6,8 kilometer i öst-västlig riktning.
Följande samhällen ligger vid Lac de Joux:
- Le Chenit (4 062 invånare)

I omgivningarna runt Lac de Joux växer i huvudsak blandskog. Runt Lac de Joux är det ganska glesbefolkat, med 31 invånare per kvadratkilometer.